# アタール

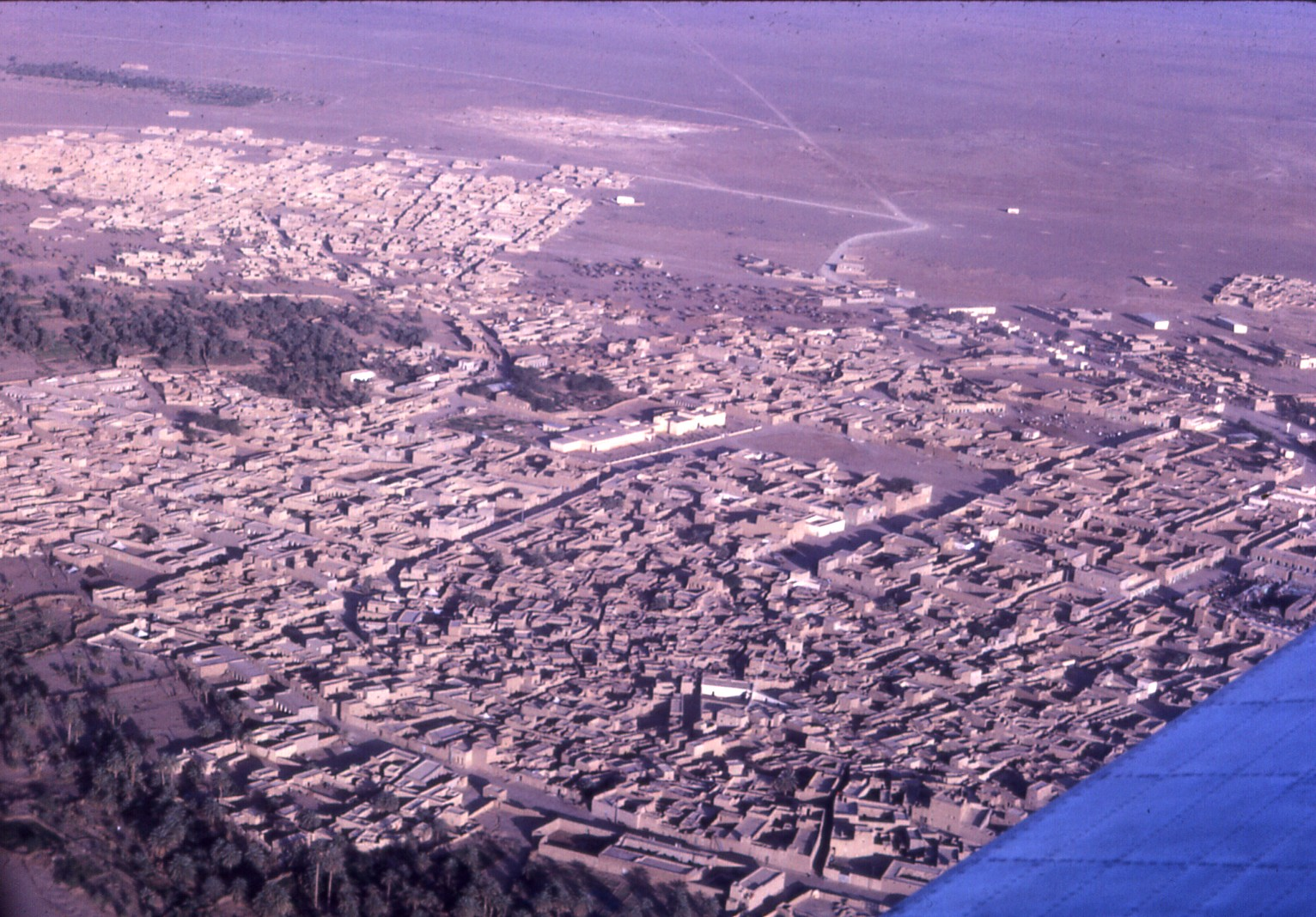
アタールの航空写真（1967年）

アタール(Atar)は、モーリタニアの都市。人口24021人（2000年）。モーリタニア北西部に位置し、アドラル州の州都である。アドラル高原の中心都市であり、博物館や空港、1674年に建てられた歴史的なモスクなどがある。
アタールは、ウアダンやシンゲッティといった古いイスラム都市への観光の拠点となっている。また、パリ・ダカール・ラリーの通過地点の一つでもあり、毎年1月にラリーがこの地を通過した。
アタールはサハラ砂漠のただなかにあり水の供給は重要事項であるが、近年モーリタニア政府の依頼を受けたロシア人科学者が地質情報と衛星から得られた地形情報をもとに大きな地下水脈を発見し、モーリタニア軍によってその発見は確認された。最終的には、アタールのすべての水をその水脈で賄えるようになると考えられている。ティルジットのオアシスはアタールの近くにある。